# Euphausia brevis
Euphausia brevis är en kräftdjursart som beskrevs av Hansen 1905. Euphausia brevis ingår i släktet Euphausia och familjen lysräkor. Inga underarter finns listade i Catalogue of Life.